# Daredevil vs. Spider-Man – Duell der Mächte
Daredevil vs. Spider-Man – Duell der Mächte (engl. Daredevil vs. Spider-Man) ist ein Zusammenschnitt von vier Episoden der Zeichentrickserie New Spider-Man. Dieser Zusammenschnitt wurde als 77-minütiger Film vermarktet.

## Handlung
Peter Parker, Alter Ego von Spider-Man, hat eine Anstellung bei Richard Fisk als Datensicherer gefunden. Was er jedoch nicht ahnt, ist, dass Fisk niemand anderes ist als der Gangsterboss Kingpin. Tatsächlich sind die Daten, die er sichert, gestohlene Geheiminformationen der Regierung. So gerät er ins Visier des FBI. Seine Pflichtverteidigung übernimmt niemand anderes als Matt Murdock, Staranwalt und ebenfalls ein Superheld namens Daredevil. Peter landet in Untersuchungshaft, doch auf dem Weg zur Gefängniszelle befreit ihn der Kingpin. So versucht er die Schuld auf Peter zu lenken. Kurz bevor er beseitigt wird, rettet ihn Daredevil. Gemeinsam versuchen die beiden das Verbrecherimperium des Kingpins auszuschalten. Es gelingt ihnen, Peter von allen Anklagepunkten zu befreien, doch der Kingpin opfert seinen Sohn, um selbst freizukommen. Daredevil muss New York verlassen.
Wieder alleine, versucht Spider-Man sein altes Leben wiederzubekommen. Doch Harry Osborn und Mary Jane wollen heiraten, sehr zum Missfallen von Parker. Bei einem Pressetermin, bei dem Norman Osborn ebenfalls zugegen ist, taucht Smythe auf. Der Wissenschaftler wurde vom Kingpin in einen Cyborg verwandelt. Doch statt Jagd auf Spider-Man zu machen, will er sich an den Osborns rächen. Er glaubt nämlich, dass Norman seinen Vater getötet hat. In Wirklichkeit handelt es sich um eine Intrige des Kingpin, der Smythes Vater in einer Cryokammer gefangen hält. Der Kingpin kommt gerade noch rechtzeitig und betäubt Smythe, entführt aber auch Harry und Mary Jane. Spider-Man rettet die beiden aus den Klauen des Kingpin und kann Smythe dazu bringen, gegen seinen Boss vorzugehen. Smythe befreit seinen Vater und flieht. Der Kingpin kann entkommen. Mary Jane löst schließlich die Verlobung auf.
In der letzten Episode unterstützt Spider-Man Robbie Robertson im Kampf gegen seinen alten Freund Tombstone, der für Alisha Silvermain den Druck einer belastenden Story verhindern soll. Als Druckmittel benutzt Tombstone Robbies Sohn, den er in seine Gang aufnehmen will. Es gelingt Spider-Man jedoch diesen perfiden Plan zu vereiteln.

## Synchronisation
| Rolle                   | Englischer Sprecher       | Deutscher Sprecher  |
| ----------------------- | ------------------------- | ------------------- |
| Spider-Man/Peter Parker | Christopher Daniel Barnes | Christian Weygand   |
| Tante May Parker        | Linda Gary                | Margit Weinert      |
| Mary Jane Watson        | Sara Ballantine           | Sandra Schwittau    |
| J. Jonah Jameson        | Ed Asner                  | Norbert Gastell     |
| Alisha Silvermain       | Leigh-Allyn Baker         | Veronika Neugebauer |
| Alistair Smythe         | Maxwell Caulfield         | Wolfgang Schatz     |
| Harry Osborn            | Gary Imhoff               | Niko Macoulis       |
| Kingpin/Wilson Fisk     | Roscoe Lee Brown          | Christoph Jablonka  |
| Tombstone               | Dorian Harewood           | Thomas Rau          |

## Hintergrund
Die Handlung ist ein Zusammenschnitt folgender Episoden der dritten Staffel der Zeichentrickserie New Spider-Man, deren Untertitel The Sins of the Fathers (dt.: Die Sünden der Väter) lautet:
| Episode   | Deutscher TV Titel           | Deutscher DVD-Titel | Originaltitel        | Erstausstrahlung (USA) | Autor                                                     | Prod. Code |
| --------- | ---------------------------- | ------------------- | -------------------- | ---------------------- | --------------------------------------------------------- | ---------- |
| 33 (3-06) | Die Falle                    | Falsches Spiel      | Framed               | 21. September 1996     | John Semper & Mark Hoffmeier                              | 302        |
| 34 (3-07) | Reingelegt                   | Der Mann ohne Angst | The Man Without Fear | 28. September 1996     | John Semper & Mark Hoffmeier                              | 303        |
| 35 (3-08) | Der ultimative Spinnenkiller | Der Spinnenkiller   | The Ultimate Slayer  | 5. Oktober 1996        | John Semper                                               | 304        |
| 36 (3-09) | Die Rückkehr des Tombstone   | Tombstone           | Tombstone            | 12. Oktober 1996       | Larry Brody, Robert N. Skir, Marty Isenberg & John Semper | 305        |

Die vollständige Staffel wurde 1996 ausgestrahlt. Die DVD mit dem Zusammenschnitt erschien 2003 über Buena Vista und Disney. Als Bonus ist mit Die Insel des Dr. Doom die erste Episode der zweiten Staffel der Zeichentrickserie Die Fantastischen Vier mit neuen Abenteuern enthalten, zudem mehrere Interviews mit Stan Lee, dem Schöpfer von Spider-Man und Daredevil.